# سيسيل تيت
سيسيل تيت (1 مايو 1908 في المملكة المتحدة - 7 أغسطس 1997 في المملكة المتحدة)  (بالإنجليزية: Cecil Tate)‏ هو لاعب كريكت بريطاني (وحمل سابقاً جنسية المملكة المتحدة لبريطانيا العظمى وأيرلندا). لعب مع نادي مقاطعة ديربيشاير للكريكت ‏ ونادي وارويكشاير للكريكيت ‏.